# Burning Heads / Adolescents
Burning Heads / Adolescents är en split-EP av det franska punkrockbandet Burning Heads, samt det amerikanska punkrockbandet Adolescents, släppt i december 2009. Båda banden spelade in två originallåtar för EP:n. Burning Heads spelade in Adolescents-covern "No Way", och Adolescents spelade in Burning Heads-covern "I Was Wrong" för EP:n.

## Låtlista
Sida ett — Burning Heads
1. "Nope" (Burning Heads)
2. "Fake" (Burning Heads)
3. "No Way" (Rikk Agnew)

Sida två — Adolescents
1. "Serf City USA" (Steve Soto, Anthony Brandenburg)
2. "One Nation Under Siege" (Soto, Brandenburg)
3. "I Was Wrong" (Burning Heads)